# Route nationale 116a
La route nationale 116A ou RN 116A était une route nationale française reliant Villefranche-de-Conflent au col de Jou.
À la suite de la réforme de 1972, elle a été déclassée en RD 116.

## Ancien tracé de Villefranche-de-Conflent au col de Jou (D 116)
- Villefranche-de-Conflent
- Corneilla-de-Conflent
- Vernet-les-Bains
- Casteil
- Col de Jou

## Lieux visitables situés à proximité de la route
- L'abbaye Saint-Martin du Canigou